# Cantharellus omphalinoides
Cantharellus omphalinoides är en svampart som beskrevs av Corner 1976. Cantharellus omphalinoides ingår i släktet Cantharellus och familjen kantareller.   Inga underarter finns listade i Catalogue of Life.